# Yunnanomonticola nanzhao
Yunnanomonticola nanzhao is een keversoort uit de familie snoerhalskevers (Anthicidae). De wetenschappelijke naam van de soort is voor het eerst geldig gepubliceerd in 2002 door Telnov.